# Merrow

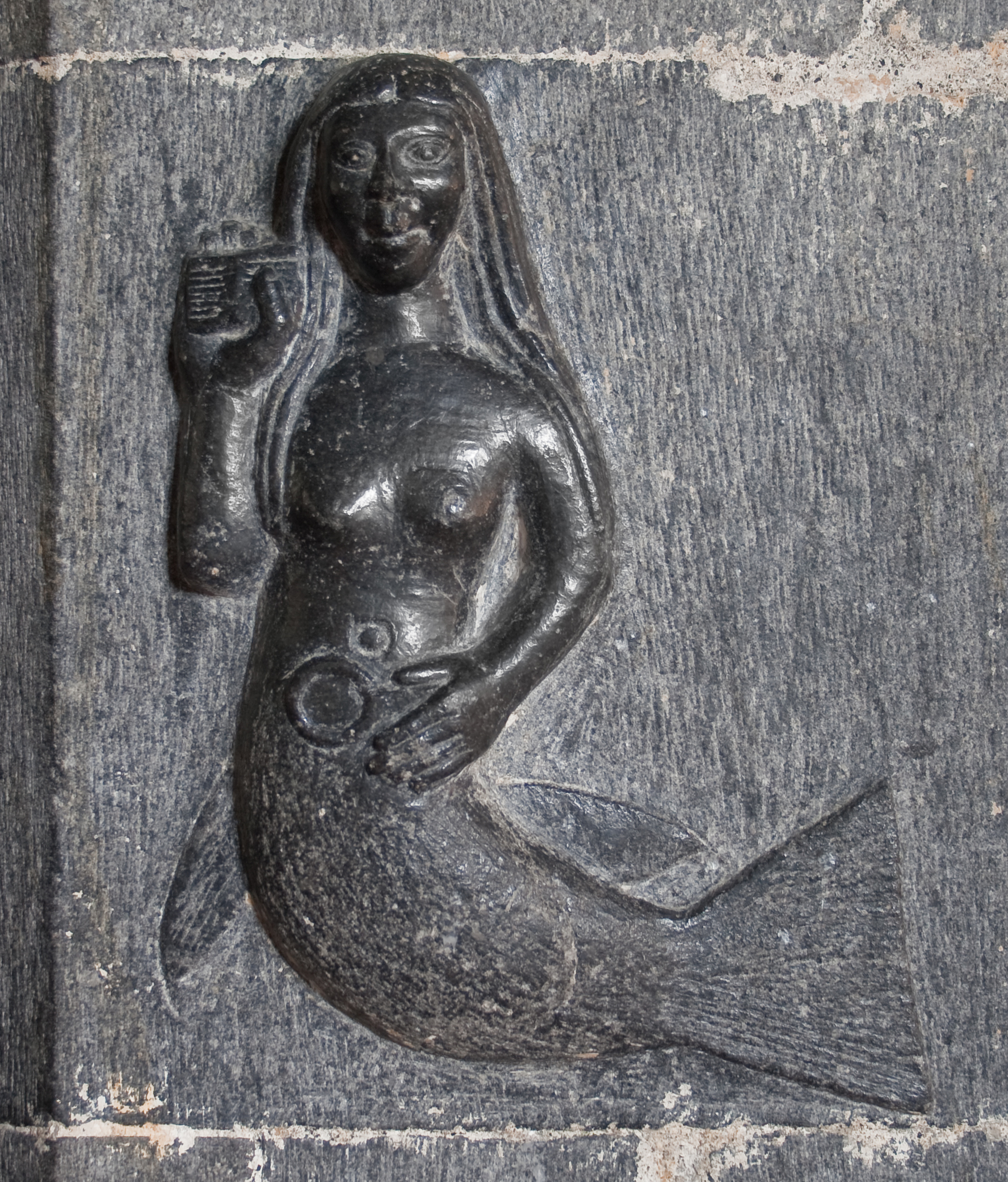
Rytina mořská panny v Clonferthské katedrále v Irsku, 15. století

Merrow  je anglo-irské označení pro mořskou pannu, jež má své protějšky v různých keltských jazycích. Kromě mořský panen zná britský folklór i mořské muže zvané Dinny-Mara, Dooinney Marrey či Dunya Mara.
Merrrow plavou v mělkých pobřežních vodách, lákají lidi svým krásným zpěvem a topí je. Často jsou také přitahovány lidskými muži a snaží se je získat za manžele. Některé bývají krásné, jiné mají zelené zuby, rudé nosy či prasečí oči a jejich hrubé zelené vlasy se podobají řasám či chaluhám. Taktéž mají ve velké oblibě brandy. Každá z merrow má malou čapku zvanou cohuleen  druith, bez níž nemůže dýchat pod vodou. Když si tedy lidský muž chce vzít mořskou pannu za ženu musí ji čapku sebrat a dobře schovat, kdyby jí merrow našla opustila by svého muže i děti, přestože do té doby byla skvělou manželkou. Tím se podobají dalším bytostem britského folklóru: labutí pannám nebo tulením lidé – selkie, u kterých namísto čapky zabraňuje jejich útěku opeřený plášť, respektive kožešinový kabát. Mořští muži sdílí podobu ošklivých mořských panen a jejich dech páchne syrovými rybami jimiž se živí.
V Irsku jsou moruadh či moruach zmiňovány již v Knize o dobytí Irska, kde si hrají ve vlnách když připlouvají Milesiáné. Podle Letopisů čtyř pánů ze 17. století jsou tyto bytosti obrovské – měří kolem šedesáti metrů. K nejznámějším britským mořským pannám patří mořská panna ze Zennoru, kornsky An Vorvoren a Senar, která podle pověsti vylákala do mořských hlubin Matthewa Trenwallu, nejlepšího zpěváka v kostelním chóru, aby s ní sdílel lásku a domov. Mořské panny z ostrova Man jsou známy svou svůdností a s oblibou lákají své oběti na poklady jež vylovily z moře. Skotská Maighdean-mara má o půlnoci či za úsvitu na břehu splétat své krásné dlouhé vlasy a být k lidem více přátelská než ostatní mořské panny. Na skotském ostrově Skye se věřilo že světlovlasí lidé jsou potomci mořských panen, na Shetlandách byl stejný původ přisuzován lidem s blánami mezi prsty. Na Hebridách mají mořské panny na místo čapky kouzelný pás.